# Casa Memoria José Domingo Cañas
A Casa Memoria José Domingo Cañas foi um centro secreto de detenção e tortura da Dirección de Inteligencia Nacional (DINA) durante a ditadura civil-militar chilena, localizada na rua José Domingo Cañas n.º 1367, na comuna de Ñuñoa, em Santiago. Atualmente é um monumento e patrimônio histórico do Chile, onde são realizadas diversas atividades relacionadas à memória organizadas pela Fundación 1367 - Casa Memoria José Domingo Cañas.

### Período anterior ao centro de detenção e tortura
Entre 1970 e 1973 a casa foi propriedade do sociólogo brasileiro Theotônio dos Santos, que vivia exilado no país. Após o golpe de 11 de setembro de 1973, o edifício foi cedido por Theotônio - que seria novamente exilado - à Embaixada do Panamá, servindo como espaço de asilo político a chilenos e estrangeiros perseguidos pela ditadura de Augusto Pinochet. Esse processo de cessão também teve a colaboração de José Maria Rabelo. Até esse momento, a embaixada panamenha tinha apenas um pequeno apartamento na comuna de Providencia, onde poderia ser recebidos com relativa dignidade cerca de 15 refugiados. Apesar disso, mais de 300 pessoas se mudaram para essa dependência. A transferência de quase 300 refugiados para a rua José Domingo Cañas é realizada através da autorização de uma comissão de médicos do exército chileno que confirma o estado de insalubridade e possível foco infeccioso no apartamento de Providencia. Sete ônibus policiais com alta guarda militar foram encarregados de transportar 375 pessoas em situação de asilo.

### Cuartel Ollagüe
Em agosto de 1974, a casa foi tomada pela DINA para se tornar um centro clandestino de detenção e tortura, conhecido internamente como "Cuartel Ollagüe". O local foi parte de um complexo de centros administrados pela DINA. Em Santiago, outros centros foram a Villa Grimaldi, a Clínica Santa Lucía, a Venda Sexy, Londres 38 e Tres y Cuatro Álamos. Foi usado especialmente entre o fim do funcionamento de Londres 38 e o começo das operações em Villa Grimaldi. O número de presos políticos simultâneos flutuava entre 20 e 35 pessoas, com tempo de permanência de até um mês. Nesse cenário foram perseguidos principalmente militantes do MIR ou pessoas com algum suposto grau de envolvimento com este movimento. Vinte e duas dessas pessoas foram capturadas quando tinham menos de 22 anos, sendo que duas ainda não tinham completado 20 anos.

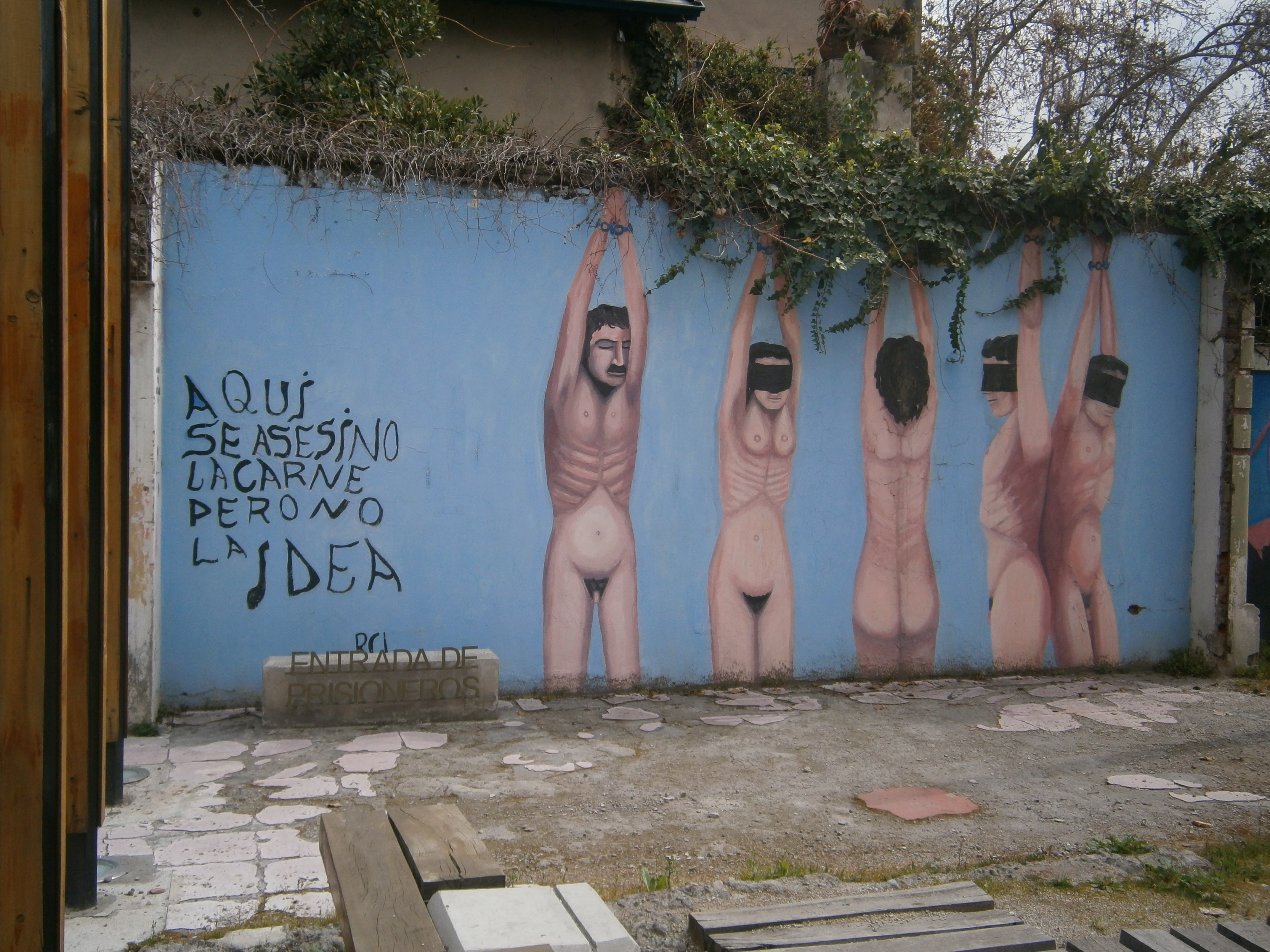
Mural no espaço, em foto de 2013

Até o momento, há registro de 62 detidos desaparecidos. Houve cerca de 30 sobreviventes.
Entre os presos políticos identificados nesse recinto estão Cecilia Bojanic (que se encontrava grávida de 4 meses), Flavio Oyarzún, Jacqueline Drouilly (que se encontrava grávida de 3 meses), Marcelo Salinas, María Cristina López Stewart, Oscar Manuel Castro e o sacerdote Antonio Llidó. Todos eles continuam desaparecidos.
Em novembro de 1974, após o escândalo internacional ocasionado com o assassinato de Lumi Videla - ocorrido em Villa Grimaldi e cujo cadáver foi jogado no jardim da embaixada da Itália por ordem direta de Manuel Contreras, em represália ao país europeu por aceitar refugiados chilenos em suas dependências diplomáticas - o local deixa de ser usado como centro de tortura. Lumi Videla também havia estado presa e foi torturada no "Cuartel Ollagüe", antes de ser levada à Villa Grimaldi. O imóvel da rua José Domingo Canãs passa então a ser um prédio administrativo da DINA e, entre 1977 e 1987, de sua sucessora Central Nacional de Informaciones (CNI).

### Descrição do Cuartel Ollagüe
A partir dos testemunhos de sobreviventes e vizinhos foi possível realizar a reconstrução física do Cuartel Ollagüe.
A entrada do quartel se dava por um portão metálico, seguido por um corredor que o ligava a uma sala com chão em mosaico, que funcionava como uma espécie de recepção para os homens e mulheres sequestrados, geralmente recebidos com espancamentos e outras demonstrações de violência. Sempre vendados, os presos eram então conduzidos para uma grande sala, onde era registrada uma ficha para cada um. Os sobreviventes lembram de sons de máquinas de escrever e do trabalho com documentação nesse espaço. Os espaços de tortura concentravam-se na área onde funcionava uma churrasqueira, onde os presos eram interrogados e pressionados a falar através da aplicação de diversas técnicas de tortura psicológica e física.

### Casa de Memória
Em 1987, o imóvel passou ao ministério de Bienes Nacionales, onde funcionaram oficinas do Servicio Nacional de Menores (SENAME), antes de ficar em um estado de semiabandono.
Em 2000, o empresário Pablo Rochet comprou a casa, que já era vizinha de sua empresa, para ser demolida e ser transformada em estacionamento no ano seguinte, apesar das manifestações contrárias das agrupações de sobreviventes e familiares. Sua empresa de brinquedos já funcionava no período em que a casa funcionava como centro de detenção e tortura.
Apesar da demolição, a pressão dos movimentos de direitos humanos continuou. Em janeiro de 2002, finalmente o imóvel foi declarado monumento histórico.
Em 2004, houve tentativas do governo chileno para comprar o terreno, o que foi dificultado pelo seu proprietário.
Em 2005, se iniciou um projeto arquitetônico por um grupo hoje organizado como Fundación 1367 - Casa Memoria José Domingo Cañas, que foi apresentado e aprovado nesse mesmo ano pelo conselho estatal de monumentos nacionais.  A construção da Casa Memoria foi realizada durante o ano de 2009.
Hoje, o espaço está aberto à comunidade, com a realização de atividades vinculadas à promoção da memória e da educação em Direitos Humanos. É sede de uma biblioteca nomeada em homenagem à José Martí. Há também um monolito em frente ao lugar de memória, que rememora os 62 nomes de detidos desaparecidos do Cuartel Olagüe, além do de Lumi Videla.